# Svoboda vede lid na barikády
Svoboda vede lid na barikády (francouzsky La Liberté guidant le peuple) je obraz francouzského malíře Eugèna Delacroixe.
Delacroix se do dějin výtvarného umění zapsal především jako kolorista. Obdivoval díla Francisca Goyi, Petera Paula Rubense a Paola Veronesa, také svěží a světlý kolorit obrazů anglického malíře Johna Constabla. Zářivé barvy, kontrast světla a stínu použil malíř i na obraze Svoboda vede lid na barikády, kde jsou ve velmi vypjaté, dramatické poloze zobrazeny krvavé události francouzské červencové revoluce z roku 1830, která nakonec vedla ke svržení krále Karla X. Na tomto obraze malíř použil klasicky strohou kompozici, oživenou pohybovým bohatstvím figur. Do středu obrazu umístil ženu jako alegorii Svobody, třímající ve zdvižené ruce trikolóru. Tato ústřední postava na obraze sjednocuje všechny formy a barvy celé kompozice. Postava ženy jako alegorie Svobody, která uprostřed padlých a zraněných zdviženou rukou s trikolórou vyzývá k boji a zároveň vyjadřuje sílu, energii a odhodlanost francouzských revolucionářů.
Svoboda vede lid na barikády je patrně nejslavnější Delacroixova malba. Stal se průkopníkem francouzské romantické malby. Koncepce jeho maleb je založena zejména na použití zářivých barev, využívá kontrastu světla a stínu. Jeho zacházení s barvou značně ovlivnilo impresionismus.